# Alexei Ivanovici Rîkov
Alexei Ivanovici Rîkov (n. 13 februarie 1881 (S.N. 25 februarie) - d. 15 martie 1938) a fost un revoluționar rus și politician sovietic.
Rîkov s-a născut în Saratov în anul 1881 într-o familie țărănească. A intrat în partidul Partidul Social Democrat al Muncii din Rusia (PSDMR) la 20 de ani și a sprijinit tabăra bolșevică în lupta cu facțiunea menșevică în 1903. Rîkov a lucrat ca agent bolșevic în Moscova și Sankt Peterburg și a avut un rol important în Revoluția din 1905.
Lui Rîkov nu i-a plăcut stilul dictatorial al lui Lenin și în 1910 s-a despărțit de bolșevici. A devenit unul dintre membrii de frunte ai Sovietului din Moscova, în cadrul căruia a activat pentru formarea unei coaliții puternice a stângii în Rusia.
În septembrie 1917, Rîkov a fost chemat să se alăture Comitetului Central al Partidului Bolșevic și Sovietului din Petrograd. În luna următoare a fost numit în Sovietul Militar Revoluționar din Moscova.
În ciuda diferențelor de vederi cu Lenin, Rîkov a fost numit Comisar pentru Afacerile Interne (1917-18), Președinte al Sovietul Suprem al Economiei Naționale (1918-20) și Vicepreședinte al Sovietului Comisarilor Poporului (1921-24) și Președinte al Sovietului Comisarilor Poporului (1924-29).
Rîkov i-a sprijinit pe Iosif Vissarionovici Stalin, Nicolai Buharin și pe Mihail Tomski în lupta pentru putere împotriva lui Lev Troțki. În 1929, Stalin s-a întors împotriva aripii de dreapta a partidului și Rîkov a fost destituit din toate funcțiile.
În 1938, Rîkov, Buharin, Ghenrih Iagoda, Neculai Krestinski și Cristian Rakovski au fost arestați și acuzați că ar fi implicați împreună cu Troțki într-un complot împotriva lui Stalin, în Procesul celor douăzeci și unu. Rîkov a fost găsit vinovat și a fost executat în 1938.  În 1988, Alexei Ivanovici Rîkov a fost reabilitat.